# Mycomya pseudoapicalis
Mycomya pseudoapicalis är en tvåvingeart som först beskrevs av Landrock 1925.  Mycomya pseudoapicalis ingår i släktet Mycomya och familjen svampmyggor. Arten är reproducerande i Sverige. Inga underarter finns listade i Catalogue of Life.